# Крук, Нора
Нора Крук (Элеонора Мариановна Крук, ур. Кулеш; 17 апреля 1920 — 6 июля 2021) — поэт, журналист, переводчик первой «харбинской» волны русской эмиграции. На момент своей смерти была одним из старейших русскоязычных поэтов.

## Биография
Нора Крук родилась 17 апреля 1920 г. в Харбине, работала журналистом в Шанхае и Гонконге. Дружила и была знакома с другими поэтами «Русского Харбина» — Лариссой Андерсен, Валерием Перелешиным.
Пишет на русском и английском языке. Стихи печатались в гонконгских, американских, китайских, российских и израильских периодических изданиях. Стихи входили в антологию «Русская поэзия Китая» (Москва, 2000).
Нора Крук получила первый приз имени Джин Стон на конкурсе поэзии Содружества австралийских писателей (1993), разделила первое место на конкурсе поэзии Ассоциации австралийском писательниц (2000) и получила гран-при фестиваля русской литературы в Австралии «Антиподы» (2008).
Жила в Сиднее.

## Публикации
- Even Though. Hong Kong, 1975.
- Faultlines: Three poets. (Nora Krouk, Martin Langford, Yvette Christianse) Round Table Publications, 1991. ASIN: B000W2IO04. 95 pp. https://www.amazon.com/Faultlines-Three-Poets-Nora-Krouk/dp/B000W2IO04/
- Skin for Comfort. Interactive Publications, 2009. ISBN 978-1-876819-23-1. 136 pp. https://www.amazon.com/Skin-Comfort-Nora-Krouk/dp/1876819235/
- Warming the Сore of Things. Hybrid Publishers, 2011. ISBN 9781921665431. 126 pp.
- Из точки А (Нора Крук, Лена Островская, Всеволод Власкин, Татьяна Бонч-Осмоловская). Create Space, 2012. ISBN 978-1477429020. 124 cc.https://www.amazon.com/point-Russian-Book-four-poets/dp/1477429026
- Я пишу по-английски о русском Китае: стихи и воспоминания. илл. Ю.Топунов, статьи и интервью Н.Крофтс. ТОН «Ключ»/Create Space, 2013. ISBN 978-1484959374. 88 cc. https://www.amazon.com/writing-English-about-Russian-China
- Осколки памяти (Fragments of memory). Create Space, 2017. ISBN 978-1507705643. 164 cc. https://www.amazon.com/Fragments-Memory-Poems-Nora-Krouk/dp/1507705646

## Награды
- Fellowship of Australian Writers’ Jean Stone Award, 1993.
- Award (shared) of the Society of Women Writers Poetry Competition, 2000.
- Второй фестиваль русской литературы в Австралии «Антиподы», 2008. http://antipodes.org.au/2008/program_cht.html#Laureates
- Второе место конкурса переводов «Compass Translation Award: 2014» — Arseny Tarkovsky Competition, http://www.stosvet.net/compass/ArsenyTarkovsky/Tarkovsky.html
- Почетный приз конкурса переводов «Compass Translation Award: 2013» — Maria Petrovykh Competition, http://www.stosvet.net/compass/MariaPetrovykh/Petrovykh.html